# Padre della Monaca di Monza
Il padre della Monaca di Monza è un personaggio immaginario presente ne I promessi sposi, romanzo di Alessandro Manzoni.

## Biografia del personaggio
Compare nei capitoli IX e X.
Per salvaguardare l'eredità del primogenito, e non far perdere in futuro tutti i titoli nobiliari che possedeva, come era costume del Seicento, il genitore della futura monaca destina al convento tutti gli altri figli, maschi o femmine che siano, compresa appunto Gertrude, nonostante, come detto nel secondo dei due capitoli dalla Madre badessa del convento di Monza, tale obbligo nei confronti dei figli avrebbe portato un genitore alla scomunica.

## Analisi del personaggio
Il personaggio, di cui l'autore non rivela mai il nome, è descritto soltanto dagli occhi della giovane ragazza. Appare austero nei suoi riguardi e molto attaccato alle tradizioni.
Luigi Russo  scrive che sotto la cappa del tiranno si intravede la sciagurata vittima di sé stesso e dell'orgoglio. Eroe del pregiudizio, dell'onore e del decoro, sacrifica e conduce alla perdizione la figlia. È l'espressione più complessa del farisaismo del secolo: non adopera mai parole grosse, ha un rispetto pieno di cortesia degli affetti e delle inclinazioni di Gertrude, ma agisce per vie indirette e quasi come un demiurgo sulla sua volontà. Il principe padre aveva detto a sua figlia Gertrude: "Il sangue si porta per tutto dove si va"; "Che madre badessa!"; "Comanderai a bacchetta"; "Farai alto e basso".